# SIGTERM
SIGTERM (от англ. signal и terminate — завершить) — сигнал, применяемый в POSIX-системах для запроса завершения процесса.
Определён в заголовочном файле signal.h как целочисленная константа. SIGTERM посылается процессу утилитой kill по умолчанию. В отличие от SIGKILL этот сигнал может быть обработан или проигнорирован программой.